# Bulgarograsso
Bulgarograsso es una localidad y municipio italiano de la provincia de Como, región de la Lombardía, con 2.984 habitantes.

## Evolución demográfica
| Gráfica de evolución demográfica de Bulgarograsso entre 1861 y 2001 |
|                                                                     |
| Fuente ISTAT - elaboración gráfica de Wikipedia                     |